# 李朋德
李朋德（1962年10月—），河南南阳人，汉族，中华人民共和国政治人物、第十一届全国人民代表大会陕西地区代表。

## 生平
毕业于武汉测绘科技大学摄影测量与遥感专业。加入农工党。1998年9月至2000年2月任海南省测绘局副局长。2000年2月至2008年9月任陕西省测绘局副局长。2008年9月任国家测绘局地图技术审查中心主任。2009年12月任国家测绘局卫星测绘应用中心主任。2011年1月担任国家测绘局副局长。同年6月续任国家测绘地理信息局副局长。2018年3月改任中国地质调查局副局长。2022年12月卸任中国地质调查局副局长职务。
2008年起担任全国人大代表。2018年1月，当选第十三届全国政协委员。